# Ekstraliga polska w rugby union (2018)

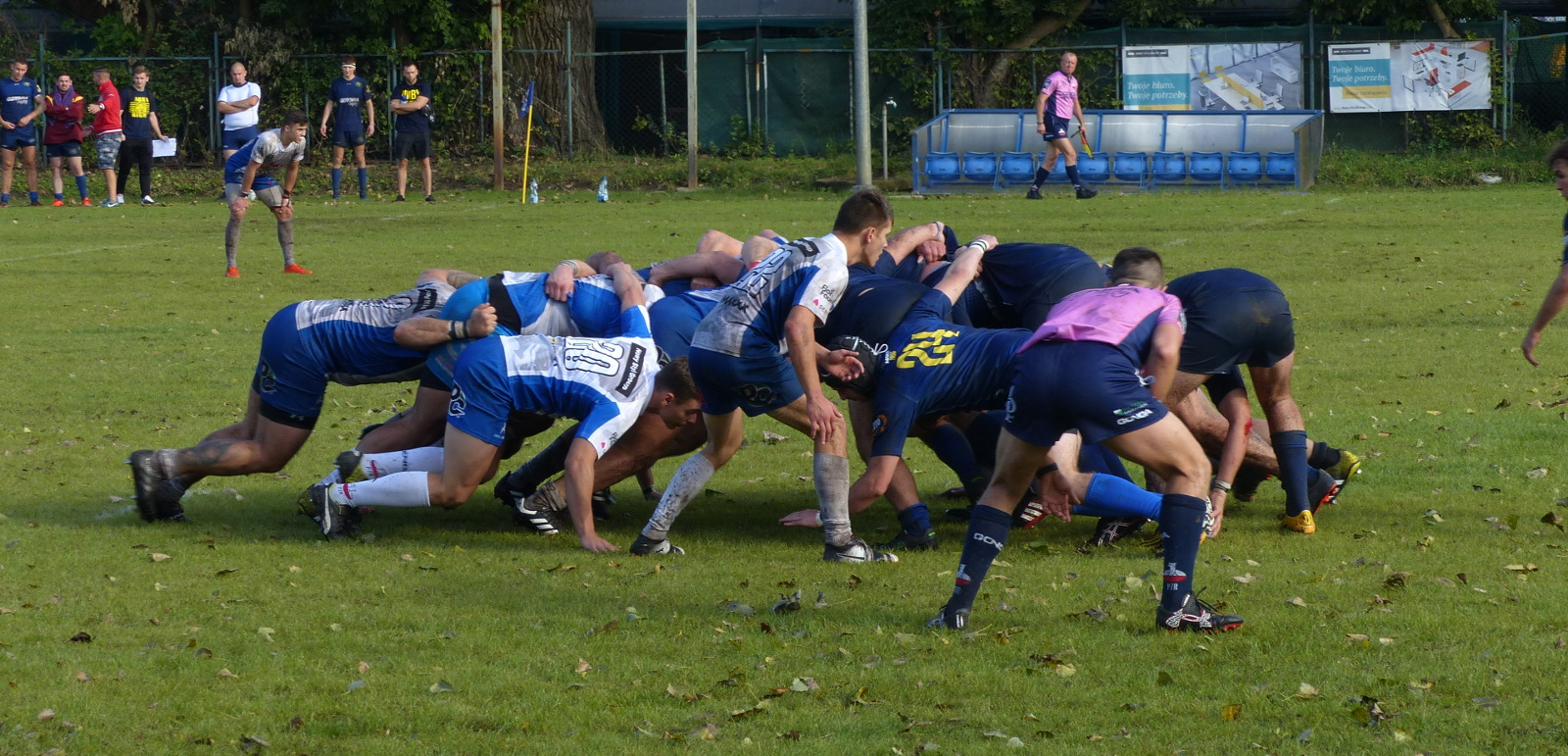
Fragment spotkania Juvenia Kraków – Arka Gdynia w fazie zasadniczej rozgrywek

Ekstraliga polska w rugby union (2018) – sześćdziesiąty drugi sezon najwyższej klasy rozgrywek klubowych rugby union w Polsce. Tytuł mistrza Polski zdobyła drużyna Master Pharm Budowlani SA Łódź powtarzając w ten sposób sukcesy osiągnięte w dwóch poprzednich sezonach. Drugie miejsce zajęło MKS Ogniwo Sopot, a trzecie MKS Pogoń Awenta Siedlce.

## System rozgrywek
W sezonie 2018 wprowadzono istotne zmiany w systemie rozgrywek w porównaniu z sezonem poprzednim. Powiększono liczbę drużyn w Ekstralidze z 8 do 10 – w ten sposób z Ekstraligi nie spadła do I ligi żadna z drużyn występującej w niej w 2017, a dokooptowane zostały dwie najlepsze drużyny I ligi. Ponadto zmieniono terminarz i obowiązujący poprzednio system jesień-wiosna zmieniono na system wiosna-jesień. Jednak jeszcze przed rozpoczęciem rozgrywek zaplanowano powrót po zakończeniu tego sezonu do poprzedniego terminarza. 
Sezon podzielono na trzy fazy: wstępną (która odbywa się wiosną), zasadniczą i finałową (obie rozgrywane są jesienią). W fazie wstępnej drużyny były podzielone na dwie pięciozespołowe grupy (A i B), w których rozgrywki toczyły się systemem ligowym (mecze każdy z każdym, mecz i rewanż). W fazie drugiej, zasadniczej, drużyny zostały podzielone są na dwie grupy: sześciozespołową mistrzowską i czterozespołową trophy. Do grupy mistrzowskiej kwalifikowane były po trzy najlepsze zespoły z obu grup I fazy, pozostałe trafiły do grupy trophy. Każda z drużyn rozgrywała mecz i rewanż z wszystkimi zespołami, z którymi nie spotykała się w fazie wstępnej, a ostateczna klasyfikacja tworzona była poprzez zsumowanie wyników uzyskanych w tej fazie oraz wyników meczów z drużynami z tej samej grupy, które odbyły się w fazie wstępnej. W fazie finałowej wzięły udział cztery najlepsze drużyny z grupy mistrzowskiej i odbyła się on na zasadzie play-off: pierwsza z czwartą oraz druga z trzecią drużyną rozegrały ze sobą pojedyncze mecze półfinałowe, a następnie ich zwycięzcy rozegrały finał, a przegrani mecz o trzecie miejsce. Gospodarzami poszczególnych spotkań w tej fazie były drużyny wyżej sklasyfikowane w tabeli grupy mistrzowskiej. Ponadto na zakończenie sezonu planowany był mecz barażowy pomiędzy ostatnim zespołem grupy trophy a najlepszym zespołem I ligi, którego stawką miał być udział w rozgrywkach Ekstraligi w kolejnym sezonie. 
Za zwycięstwo drużyna otrzymywała 4 punkty, za remis 2 punkty, a za porażkę 0 punktów. Ponadto mogła otrzymać w każdym meczu 1 punkt bonusowy – za zdobycie co najmniej 4 przyłożeń lub za porażkę nie więcej niż siedmioma punktami. W przypadku równej ilości punktów w tabeli grupy, o klasyfikacji drużyn decydowały kolejno: bilans bezpośrednich spotkań, korzystniejszy bilans małych punktów, większa liczba zdobytych małych punktów, mniejsza liczba wykluczeń, mniejsza liczba upomnień, losowanie. W fazie play-off w przypadku remisu decydujący miał być konkurs kopów na bramkę.

## Uczestnicy rozgrywek
Uczestnicy rozgrywek:
| Drużyna                        | Lokata w poprzednim sezonie Ekstraligi |
| ------------------------------ | -------------------------------------- |
| Master Pharm Budowlani SA Łódź | 1                                      |
| MKS Ogniwo Sopot               | 2                                      |
| MKS Pogoń Awenta Siedlce       | 3                                      |
| RC Lechia Gdańsk               | 4                                      |
| RC Arka Gdynia                 | 5                                      |
| KS Budowlani Lublin            | 6                                      |
| RzKS Juvenia Kraków            | 7                                      |
| KS Budowlani Łódź              | 8                                      |
| Whizz RC Orkan Sochaczew       | beniaminek, 1. miejsce w I lidze       |
| Skra Rugby Warszawa            | beniaminek, 2. miejsce w I lidze       |

## Faza wstępna
Znaczącym wydarzeniem fazy wstępnej była transmisja na żywo w kanale telewizyjnym Polsat Sport News rozegranego 28 kwietnia 2018 spotkania pomiędzy Orkanem Sochaczew i Lechią Gdańsk. W meczu tym zadebiutował w barwach Orkana kenijski rugbysta Joshua Chisanga, były zawodnik klubu angielskiej ligi Premiership Newcastle Falcons.
Pośród sześciu drużyn, które awansowały do grupy mistrzowskiej znaleźli się w komplecie medaliści z poprzedniego sezonu (w tym z kompletem zwycięstw obrońca tytułu Budowlani SA Łódź i brązowy medalista Pogoń Siedlce), ale także jeden z beniaminków, Orkan Sochaczew. Najlepszy wynik w rozgrywkach uzyskali Budowlani Łódź SA, którzy po tej fazie zostali uznani za zdecydowanych faworytów rozgrywek.

### Grupa A
Wyniki spotkań:
|                   | Budowlani SA Łódź | Lechia Gdańsk | Arka Gdynia | KS Budowlani Łódź | Orkan Sochaczew |
| Budowlani SA Łódź | –                 | 33:3          | 87:7        | 45:8              | 80:0            |
| Lechia Gdańsk     | 3:29              | –             | 31:5        | 66:0              | 25:0 (wo.)      |
| Arka Gdynia       | 6:112             | 12:41         | –           | 69:8              | 20:19           |
| KS Budowlani Łódź | 3:85              | 12:74         | 83:10       | –                 | 19:31           |
| Orkan Sochaczew   | 5:36              | 15:27         | 46:8        | 24:26             | –               |

Tabela (w kolorze zielonym wiersze z drużynami, które w fazie zasadniczej zagrają w grupie mistrzowskiej; żółtym – w grupie trophy):
| Pozycja | Drużyna           | Mecze | Wygrane | Remisy | Porażki | Bilans punktów | Punkty bonusowe | Punkty razem |
| ------- | ----------------- | ----- | ------- | ------ | ------- | -------------- | --------------- | ------------ |
| 1.      | Budowlani SA Łódź | 8     | 8       | 0      | 0       | 507:35         | 8               | 40           |
| 2.      | Lechia Gdańsk     | 8     | 6       | 0      | 2       | 270:106        | 5               | 29           |
| 3.      | Orkan Sochaczew   | 8     | 2       | 0      | 6       | 140:241        | 4               | 11           |
| 4.      | KS Budowlani Łódź | 8     | 2       | 0      | 6       | 159:404        | 2               | 10           |
| 5.      | Arka Gdynia       | 8     | 2       | 0      | 6       | 137:427        | 1               | 9            |

### Grupa B
Wyniki spotkań:
|                  | Ogniwo Sopot | Pogoń Siedlce | Budowlani Lublin | Juvenia Kraków | Skra Warszawa |
| Ogniwo Sopot     | –            | 15:31         | 38:14            | 80:13          | 62:0          |
| Pogoń Siedlce    | 11:9         | –             | 22:17            | 55:12          | 49:14         |
| Budowlani Lublin | 16:34        | 13:15         | –                | 31:11          | 31:5          |
| Juvenia Kraków   | 5:38         | 24:36         | 18:36            | –              | 17:20         |
| Skra Warszawa    | 17:28        | 3:34          | 26:36            | 31:15          | –             |

Tabela (w kolorze zielonym wiersze z drużynami, które w fazie zasadniczej zagrają w grupie mistrzowskiej; żółtym – w grupie trophy):
| Pozycja | Drużyna          | Mecze | Wygrane | Remisy | Porażki | Bilans punktów | Punkty bonusowe | Punkty razem |
| ------- | ---------------- | ----- | ------- | ------ | ------- | -------------- | --------------- | ------------ |
| 1.      | Pogoń Siedlce    | 8     | 8       | 0      | 0       | 253:107        | 4               | 36           |
| 2.      | Ogniwo Sopot     | 8     | 6       | 0      | 2       | 304:117        | 7               | 31           |
| 3.      | Budowlani Lublin | 8     | 4       | 0      | 4       | 194:169        | 6               | 22           |
| 4.      | Skra Warszawa    | 8     | 2       | 0      | 6       | 116:272        | 3               | 11           |
| 5.      | Juvenia Kraków   | 8     | 0       | 0      | 8       | 115:327        | 1               | 1            |

## Faza zasadnicza

### Grupa mistrzowska
Budowlani SA Łódź, niepokonani w rundzie wstępnej, w rundzie zasadniczej ponieśli dwie porażki. Mimo to zapewnili sobie pierwsze miejsce w tabeli grupy mistrzowskiej pokonując w ostatniej kolejce Pogoń Siedlce, dla której była to pierwsza porażka w całym sezonie. Wyższe miejsce w tabeli Budowlani zawdzięczali licznym punktom bonusowym, które zdobyli w ciągu sezonu.
Wyniki spotkań (wyniki w kolorze szarym to wyniki z fazy wstępnej, zaliczone do punktacji po fazie zasadniczej):
|                   | Budowlani SA Łódź | Pogoń Siedlce | Ogniwo Sopot | Lechia Gdańsk | Orkan Sochaczew | Budowlani Lublin |
| Budowlani SA Łódź | –                 | 14:20         | 42:11        | 33:3          | 80:0            | 40:10            |
| Pogoń Siedlce     | 8:21              | –             | 11:9         | 48:7          | 20:13           | 22:17            |
| Ogniwo Sopot      | 18:17             | 15:31         | –            | 71:6          | 37:14           | 38:14            |
| Lechia Gdańsk     | 3:29              | 24:32         | 17:24        | –             | 25:0 (wo.)      | 47:28            |
| Orkan Sochaczew   | 5:36              | 5:29          | 24:27        | 15:27         | –               | 15:10            |
| Budowlani Lublin  | 17:62             | 13:15         | 16:34        | 12:17         | 17:20           | –                |

Tabela – stan na początku rundy zasadniczej (zaliczone wyniki części spotkań fazy wstępnej):
| Pozycja | Drużyna           | Mecze | Wygrane | Remisy | Porażki | Bilans punktów | Punkty bonusowe | Punkty razem |
| ------- | ----------------- | ----- | ------- | ------ | ------- | -------------- | --------------- | ------------ |
| 1.      | Budowlani SA Łódź | 4     | 4       | 0      | 0       | 178:11         | 4               | 20           |
| 2.      | Pogoń Siedlce     | 4     | 4       | 0      | 0       | 79:54          | 0               | 16           |
| 3.      | Ogniwo Sopot      | 4     | 2       | 0      | 2       | 96:72          | 3               | 11           |
| 4.      | Lechia Gdańsk     | 4     | 2       | 0      | 2       | 58:77          | 1               | 9            |
| 5.      | Budowlani Lublin  | 4     | 0       | 0      | 4       | 60:109         | 2               | 2            |
| 6.      | Orkan Sochaczew   | 4     | 0       | 0      | 4       | 20:168         | 0               | -1           |

Tabela – wyniki rundy zasadniczej (w kolorze zielonym wiersze z drużynami, które awansowały do fazy finałowej):
| Pozycja | Drużyna           | Mecze | Wygrane | Remisy | Porażki | Bilans punktów | Punkty bonusowe | Punkty razem |
| ------- | ----------------- | ----- | ------- | ------ | ------- | -------------- | --------------- | ------------ |
| 1.      | Budowlani SA Łódź | 10    | 8       | 0      | 2       | 374:95         | 9               | 41           |
| 2.      | Pogoń Siedlce     | 10    | 9       | 0      | 1       | 236:138        | 3               | 39           |
| 3.      | Ogniwo Sopot      | 10    | 7       | 0      | 3       | 284:192        | 6               | 34           |
| 4.      | Lechia Gdańsk     | 10    | 4       | 0      | 6       | 183:285        | 4               | 20           |
| 5.      | Orkan Sochaczew   | 10    | 2       | 0      | 8       | 111:308        | 2               | 9            |
| 6.      | Budowlani Lublin  | 10    | 0       | 0      | 10      | 154:310        | 5               | 5            |

### Grupa trophy
Wyniki spotkań (wyniki w kolorze szarym to wyniki z fazy wstępnej, zaliczone do punktacji po fazie zasadniczej):
|                   | Skra Warszawa | KS Budowlani Łódź | Arka Gdynia | Juvenia Kraków |
| Skra Warszawa     | –             | 40:29             | 22:10       | 31:15          |
| KS Budowlani Łódź | 45:19         | –                 | 83:10       | 10:48          |
| Arka Gdynia       | 36:23         | 69:8              | –           | 28:26          |
| Juvenia Kraków    | 17:20         | 36:20             | 25:0        | –              |

Tabela – stan na początku rundy zasadniczej (zaliczone wyniki części spotkań fazy wstępnej):
| Pozycja | Drużyna           | Mecze | Wygrane | Remisy | Porażki | Bilans punktów | Punkty bonusowe | Punkty razem |
| ------- | ----------------- | ----- | ------- | ------ | ------- | -------------- | --------------- | ------------ |
| 1.      | Skra Warszawa     | 2     | 2       | 0      | 0       | 51:32          | 2               | 10           |
| 2.      | KS Budowlani Łódź | 2     | 1       | 0      | 1       | 91:79          | 1               | 5            |
| 3.      | Arka Gdynia       | 2     | 1       | 0      | 1       | 79:91          | 1               | 5            |
| 4.      | Juvenia Kraków    | 2     | 0       | 0      | 2       | 32:51          | 1               | 1            |

Tabela – wyniki rundy zasadniczej (w kolorze żółtym wiersz z drużyną, która miała zagrać w barażu o grę w Ekstralidze ze zwycięzcą I ligi):
| Pozycja | Drużyna           | Mecze | Wygrane | Remisy | Porażki | Bilans punktów | Punkty bonusowe | Punkty razem |
| ------- | ----------------- | ----- | ------- | ------ | ------- | -------------- | --------------- | ------------ |
| 1.      | Skra Warszawa     | 6     | 4       | 0      | 2       | 155:152        | 4               | 20           |
| 2.      | Juvenia Kraków    | 6     | 3       | 0      | 3       | 167:109        | 4               | 16           |
| 3.      | Arka Gdynia       | 6     | 3       | 0      | 3       | 163:187        | 2               | 14           |
| 4.      | KS Budowlani Łódź | 6     | 2       | 0      | 4       | 195:232        | 3               | 11           |

## Faza finałowa

### Półfinały
W wyniku półfinałów do rozgrywki o złoty medal awansowały drużyny Budowlanych SA Łódź i Ogniwa Sopot. Ta druga drużyna wywalczyła awans w dramatycznych okolicznościach – zwycięstwo w półfinale dały jej dwa przyłożenia wykonane w ostatnich kilku minutach meczu przeciwko Pogoni Siedlce. 
Wyniki półfinałów:
| 27 października 201815:00 | Master Pharm Budowlani SA Łódź | 41:21(27:11) | RC Lechia Gdańsk                                                            | Stadion Miejski (al. Unii Lubelskiej), Łódź Widzów: 1500 Sędzia: Dariusz Reks |
| 27 października 201815:00 | Paul Walters 22 (2P 3pd 2K), Witalij Kramarenko 5 (P), Bartosz Kubalewski 5 (P), Krystian Pogorzelski 5 (P), Mateusz Adamski 4 (2pd) | 41:21(27:11) | Paweł Boczulak 11 (pd 3K), Igor Górniewicz 5 (P), Krzysztof Smoliński 5 (P) | Stadion Miejski (al. Unii Lubelskiej), Łódź Widzów: 1500 Sędzia: Dariusz Reks |
| 27 października 201815:00 | Witalij Kramarenko | 41:21(27:11) | Rafał Witoszyński                                                           | Stadion Miejski (al. Unii Lubelskiej), Łódź Widzów: 1500 Sędzia: Dariusz Reks |

| 28 października 201814:00 | MKS Pogoń Awenta Siedlce                                               | 15:23(10:3) | MKS Ogniwo Sopot                                                                                           | Stadion Miejski, Siedlce Widzów: 250 Sędzia: Mariusz Kasperek |
| 28 października 201814:00 | Przemysław Rajewski 5 (pd K), Dawid Dybowski 5 (P), Tomasz Gołąb 5 (P) | 15:23(10:3) | Wojciech Piotrowicz 8 (pd 2K), Grzegorz Szczepański 5 (P), Władysław Hrabowski 5 (P), Mateusz Mrowca 5 (P) | Stadion Miejski, Siedlce Widzów: 250 Sędzia: Mariusz Kasperek |
| 28 października 201814:00 | Władysław Hrabowski · Piotr Zeszutek                                   | 15:23(10:3) | | Stadion Miejski, Siedlce Widzów: 250 Sędzia: Mariusz Kasperek |

### Mecz o trzecie miejsce
Mecz o trzecie miejsce był bardzo wyrównany. Faworyzowani gracze z Siedlec zwyciężyli dzięki jedynej punktowanej akcji w całym meczu – przyłożeniu wykonanym w drugiej połowie meczu – i musieli bronić wyniku do końca spotkania. Zawodnicy Lechii dwukrotnie nie wykorzystali rzutów karnych, które mogły dać im zwycięstwo.
Wynik meczu o trzecie miejsce:
| 10 listopada 201814:00 | MKS Pogoń Awenta Siedlce         | 5:0(0:0) | RC Lechia Gdańsk | Stadion Miejski, Siedlce Sędzia: Łukasz Jasiński |
| 10 listopada 201814:00 | Narek Manukjan 5 (P)             | 5:0(0:0) |                  | Stadion Miejski, Siedlce Sędzia: Łukasz Jasiński |
| 10 listopada 201814:00 | Sergo Kwernadze · Dawid Rajewski | 5:0(0:0) |                  | Stadion Miejski, Siedlce Sędzia: Łukasz Jasiński |

### Finał
W finale zdecydowane zwycięstwo odnieśli rugbyści Budowlanych. Zdobyli przewagę już na początku spotkania – szybko uzyskali 12 punktów po dwóch przyłożeniach i podwyższeniu. Co prawda Ogniwo jeszcze w pierwszej połowie zmniejszyło stratę do 6 punktów po skutecznym wykonaniu dwóch rzutów karnych, jednak w drugiej połowie Budowlani po kolejnych przyłożeniach praktycznie zapewnili sobie zwycięstwo. Zdobyte w końcówce przez zawodników Ogniwa przyłożenie nie mogło już zagrozić zwycięstwu Budowlanych. Zwycięstwo Budowlanych oznaczało zdobycie przez nich trzeciego z rzędu mistrzostwa Polski.
Wynik finału:
| 10 listopada 201818:00 | Master Pharm Budowlani SA Łódź                                                                                                  | 38:16(12:6) | MKS Ogniwo Sopot                                                            | Stadion Miejski (ul. Piłsudskiego), Łódź Widzów: 2500 Sędzia: Dariusz Reks |
| 10 listopada 201818:00 | Paul Walters 13 (P 4pd), Wilhelmus Staphorst 10 (2P), Witalij Kramarenko 5 (P), Tomasz Kozakiewicz 5 (P), Robert Bosiacki 5 (P) | 38:16(12:6) | Wojciech Piotrowicz 9 (3K), Mateusz Plichta 5 (P), Łukasz Szablewski 2 (pd) | Stadion Miejski (ul. Piłsudskiego), Łódź Widzów: 2500 Sędzia: Dariusz Reks |
| 10 listopada 201818:00 | Wilhelmus Staphorst | 38:16(12:6) |                                                                             | Stadion Miejski (ul. Piłsudskiego), Łódź Widzów: 2500 Sędzia: Dariusz Reks |

### Baraż o Ekstraligę
Mecz barażowy o grę w Ekstralidze w kolejnym sezonie nie odbył się. Miały się w nim spotkać ostatnia drużyna Ekstraligi KS Budowlani Łódź i zwycięzca I ligi Arka Rumia, jednak Arka zrezygnowała z jego rozegrania, dzięki czemu KS Budowlani Łódź utrzymali się w Ekstralidze.

## Klasyfikacja końcowa
Tabela:
| Pozycja | Drużyna           |
| ------- | ----------------- |
| 1.      | Budowlani SA Łódź |
| 2.      | Ogniwo Sopot      |
| 3.      | Pogoń Siedlce     |
| 4.      | Lechia Gdańsk     |
| 5.      | Orkan Sochaczew   |
| 6.      | Budowlani Lublin  |
| 7.      | Skra Warszawa     |
| 8.      | Juvenia Kraków    |
| 9.      | Arka Gdynia       |
| 10.     | KS Budowlani Łódź |

## Statystyki
Najskuteczniejszym zawodnikiem Ekstraligi był gracz Budowlanych SA Łódź Paul Walters, który zdobył 137 punktów.

## I i II liga
Równolegle z rozgrywkami Ekstraligi rywalizowały drużyny na dwóch niższych poziomach ligowych: w I i II lidze. W każdej z nich występowało po sześć zespołów. W I lidze rozgrywki były podzielone na dwie fazy. W fazie zasadniczej drużyny grały każdy z każdym, mecz i rewanż. W fazie finałowej zostały podzielone na dwie grupy: mistrzowską (trzy lepsze ekipy z fazy zasadniczej) i trophy (trzy słabsze drużyny), w których ponownie drużyny grały każdy z każdym, mecz i rewanż. Najlepszą drużyną rozgrywek okazała się Arka Rumia, która dzięki temu awansowała do meczu barażowego o grę w kolejnym sezonie Ekstraligi, a najsłabszą Rugby Ruda Śląska, która spadła do II ligi. W II lidze drużyny rozegrały tylko jedną fazę rozgrywek, grając każdy z każdym, mecz i rewanż. Zwyciężyła i awansowała do I ligi Alfa Bydgoszcz.
Końcowa klasyfikacja I i II ligi:
| I liga                 | II liga                     |
| ---------------------- | --------------------------- |
| 1. Arka Rumia          | 1. Alfa Bydgoszcz           |
| 2. Sparta Jarocin      | 2. Rugby Białystok          |
| 3. Wataha Zielona Góra | 3. Miedziowi Lubin          |
| 4. AZS AWF Warszawa    | 4. Unia Brześć/Terespol     |
| 5. Legia Warszawa      | 5. Chaos Poznań             |
| 6. Rugby Ruda Śląska   | 6. Mazovia Mińsk Mazowiecki |

## Inne rozgrywki
W zakończonych w 2018 rozgrywkach w kategoriach młodzieżowych mistrzostwo Polski juniorów zdobyła Juvenia Kraków, a kadetów KS Budowlani Łódź.